# Kanton Issoire
Kanton Issoire (fr. Canton d'Issoire) je francouzský kanton v departementu Puy-de-Dôme v regionu Auvergne. Tvoří ho 16 obcí.

## Obce kantonu
- Aulhat-Saint-Privat
- Bergonne
- Le Broc
- Coudes
- Flat
- Issoire
- Meilhaud
- Montpeyroux
- Orbeil
- Pardines
- Perrier
- Saint-Babel
- Saint-Yvoine
- Sauvagnat-Sainte-Marthe
- Solignat
- Vodable